# Élections sénatoriales de 1989 représentant les Français établis hors de France
Les élections sénatoriales pour les Français établis hors de France ont eu lieu le dimanche 24 septembre 1989. 
Elles ont eu pour but d'élire les sénateurs représentant les Français établis hors de France pour un mandat de neuf années.

## Contexte départemental
Lors des élections sénatoriales du 28 septembre 1980 pour les Français établis hors de France, deux sénateurs ont été élus : un UDF, Pierre Croze et un DVD, Jacques Habert
Depuis, les effectifs du collège électoral des grands électeurs ont été renouvelés, avec les élections en 1989 du CSFE.

## Rappel des résultats de 1980

### Siège 1
|                | Jacques Habert * | DVD            | 47 | 88,68  |  |  |
|                | André Valabrègue | DVD            | 6  | 11,32  |  |  |
|                |                  |                |    |        |  |  |
| Inscrits       | Inscrits         | Inscrits       | 55 | 100,00 |  |  |
| Abstentions    | Abstentions      | Abstentions    | 1  | 1,82   |  |  |
| Votants        | Votants          | Votants        | 54 | 98,18  |  |  |
| Blancs et nuls | Blancs et nuls   | Blancs et nuls | 1  | 1,82   |  |  |
| Exprimés       | Exprimés         | Exprimés       | 53 | 96,36  |  |  |

### Siège 2
|                | Pierre Croze *          | UDF            | 21 | 52,22  |  |  |
|                | Paulette Brisepierre    | RPR            | 15 | 36,59  |  |  |
|                | Edmond Bertrand         | DVG            | 4  | 9,76   |  |  |
|                | Jacques-Raphaël Leygues | DVG            | 1  | 2,44   |  |  |
|                |                         |                |    |        |  |  |
| Inscrits       | Inscrits                | Inscrits       | 41 | 100,00 |  |  |
| Abstentions    | Abstentions             | Abstentions    | 0  | 0,00   |  |  |
| Votants        | Votants                 | Votants        | 41 | 100,00 |  |  |
| Blancs et nuls | Blancs et nuls          | Blancs et nuls | 0  | 0,00   |  |  |
| Exprimés       | Exprimés                | Exprimés       | 41 | 100,00 |  |  |

## Sénateurs sortants
| Sénateur | Sénateur       | Parti | Fonctions lors de l'élection en 1980 |
| -------- | -------------- | ----- | ------------------------------------ |
|          | Jacques Habert | DVD   | Sénateur sortant, membre du CSFE     |
|          | Pierre Croze   | UDF   | Sénateur sortant, membre du CSFE     |

## Présentation des candidats
Les nouveaux représentants sont élus pour une législature de 9 ans au suffrage universel indirect par les 147 grands électeurs du département. 
Pour les Français établis hors de France, les sénateurs sont élus au scrutin proportionnel.

### Parti socialiste
| N° | Candidats | Candidats                  | Parti | Principale fonction |
| -- | --------- | -------------------------- | ----- | ------------------- |
| 01 |           | Pierre Biarnès             | PS    | Membre du CSFE      |
| 02 |           | Elisabeth Mitterrand       | PS    |                     |
| 03 |           | Michel Margueron           | PS    |                     |
| 04 |           | Monique Cerisier-ben Guiga | PS    |                     |

### Union pour la démocratie française
| N° | Candidats | Candidats      | Parti | Principale fonction              |
| -- | --------- | -------------- | ----- | -------------------------------- |
| 01 |           | Pierre Croze   | UDF   | Sénateur sortant, membre du CSFE |
| 02 |           | André Gaspard  | UDF   |                                  |
| 03 |           | Bernard Cariot | UDF   |                                  |
| 04 |           | Max Roux       | UDF   |                                  |

### Divers droite
| N° | Candidats | Candidats          | Parti | Principale fonction              |
| -- | --------- | ------------------ | ----- | -------------------------------- |
| 01 |           | Jacques Habert     | DVD   | Sénateur sortant, membre du CSFE |
| 02 |           | Renée Blandin      | DVD   |                                  |
| 03 |           | Henri-Jean Loustau | DVD   |                                  |
| 04 |           | Pierre Vauthier    | DVD   |                                  |

### Rassemblement pour la République (1)
| N° | Candidats | Candidats               | Parti | Principale fonction |
| -- | --------- | ----------------------- | ----- | ------------------- |
| 01 |           | Paulette Brisepierre    | RPR   | Membre du CSFE      |
| 02 |           | Marie-Antoinette Isnard | RPR   |                     |
| 03 |           | Raymond Petri-Guasco    | RPR   |                     |
| 04 |           | Alain Naeder            | RPR   |                     |

### Rassemblement pour la République (2)
| N° | Candidats | Candidats     | Parti | Principale fonction |
| -- | --------- | ------------- | ----- | ------------------- |
| 01 |           | Jacqui Marlin | RPR   |                     |
| 02 |           | Yves Le Brun  | RPR   |                     |
| 03 |           | Robert Coron  | RPR   |                     |
| 04 |           | Robert Sabaud | RPR   |                     |

### Front national
| N° | Candidats | Candidats                        | Parti | Principale fonction                           |
| -- | --------- | -------------------------------- | ----- | --------------------------------------------- |
| 01 |           | François Porteu de La Morandière | FN    |                                               |
| 02 |           | Michel de Rostolan               | FN    | Conseiller municipal de Saint-Michel-sur-Orge |
| 03 |           | Jacques Dore                     | FN    |                                               |
| 04 |           | Louis Le Guillet                 | FN    |                                               |

## Résultats
| Tête de liste  | Tête de liste                    | Liste          | Voix | %      | Sièges |  |
| -------------- | -------------------------------- | -------------- | ---- | ------ | ------ |  |
|                | Paulette Brisepierre             | RPR            | 34   | 25,19  | 1      |  |
|                | Pierre Croze                     | UDF            | 31   | 22,96  | 1      |  |
|                | Pierre Biarnès                   | PS             | 30   | 22,22  | 1      |  |
|                | Jacques Habert                   | DVD            | 29   | 21,48  | 1      |  |
|                | Jacqui Marlin                    | RPR            | 10   | 7,41   |        |  |
|                | François Porteu de La Morandière | FN             | 1    | 0,74   |        |  |
|                |                                  |                |      |        |        |  |
| Inscrits       | Inscrits                         | Inscrits       | 137  | 100,00 |        |  |
| Abstentions    | Abstentions                      | Abstentions    | 1    | 0,73   |        |  |
| Votants        | Votants                          | Votants        | 136  | 99,27  |        |  |
| Blancs et nuls | Blancs et nuls                   | Blancs et nuls | 1    | 0,73   |        |  |
| Exprimés       | Exprimés                         | Exprimés       | 135  | 98,54  |        |  |

### Sénateurs élus
| Sénateur | Sénateur             | Parti |
| -------- | -------------------- | ----- |
|          | Pierre Biarnès       | PS    |
|          | Jacques Habert       | DVD   |
|          | Pierre Croze         | UDF   |
|          | Paulette Brisepierre | RPR   |